# 바스티타스 보레알리스

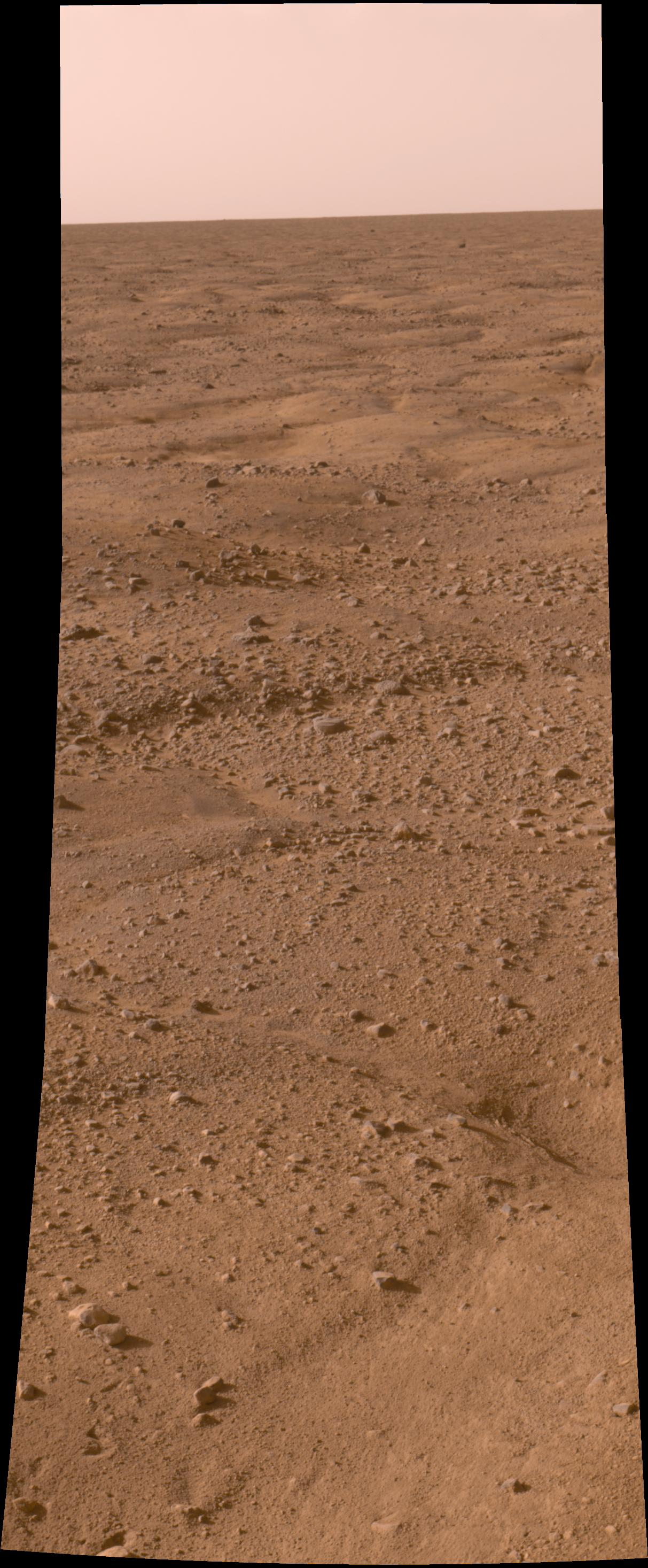

바스티타스 보레알리스(Vastitas Borealis)는 화성의 가장 큰 저지대이다. 화성 북극을 둥글게 감싸고 있다. 단순히 북부 평원(northern plains)이라고 불리기도 한다. 일반 화성 지형보다 4-5km 정도 고도가 낮다.

## 설명
미국 NASA의 피닉스 (우주선)이 화성 북반구 바스티타스 보레알리스(계절경도 Ls=76.73)에 있는 그린 밸리에 2008년 5월 25일에 성공적으로 착륙했다. 이 곳은 피닉스에 실린 태양 패널에 1 화성일 내내 태양빛이 계속 공급될 수 있는 장소이다.